# 吉林医药学院
吉林医药学院，位于吉林省吉林市吉林大街5号。是吉林省人民政府下属的公办本科普通高等医科院校。

## 沿革
- 1952年，在吉林省长春市创建中国人民解放军东北军区空军长春护士训练队[1]。
- 1954年8月，更名中国人民解放军空军四六一医院附属高级护士学校[1]。
- 1961年4月，更名中国人民解放军空军卫生学校[1]。
- 1975年4月，以中国人民解放军第十七航空学校留守处为基础，在吉林市组建中国人民解放军空军军医学校，执行师级权限[1]。1975年5月8日，在吉林市成立[2]。校长崔振北，政委杨兴国。
- 1986年10月，更名中国人民解放军空军医学专科学校[1]。
- 1993年6月，更名中国人民解放军空军医学高等专科学校[1]。
- 1999年5月，并入中国人民解放军第四军医大学，更名中国人民解放军第四军医大学吉林军医学院[1]。1999年7月16日举行交接仪式[3]。
- 2004年5月29日，《国务院办公厅　中央军委办公厅关于军需大学等四所军队院校移交归属意见的复函》（国办函〔2004〕40号）发出，决定“第四军医大学吉林军医学院，按独立设置的本科院校，移交吉林省管理。”[4]
- 2004年8月27日，移交吉林省办学，更名吉林医药学院[1]。

## 历任领导
| 校长 - 崔振北（1977年10月11日—1980年7月8日） - 郭勤（1980年7月9日—1988年7月26日） - 董树生（1988年7月27日—1996年6月19日） - 张国民（1996年6月20日—2004年6月29日） - 隋万林（2004年7月5日—2014年12月23日） - 蔡建辉（2014年12月23日—） | 党委书记 - 杨兴国（1977年10月11日—1979年7月9日，政委） - 李学中（1979年7月10日—1983年5月2日，政委） - 付久思（1983年5月3日—1990年9月16日，政委） - 艾英时（1990年9月17日—1997年8月28日，政委） - 沈锦生（1997年8月29日—1999年9月18日，政委） - 王东海（1999年9月19日—2004年6月29日，政委） - 薛连海（2004年7月5日—2014年11月7日，党委书记） - 郑永奎（2014年12月23日—，党委书记） |

## 附属医院
- 吉林医药学院附属医院（吉林医药学院第一临床医学院）：前身是1954年创建的中国人民解放军第四六五医院。1996年被中国人民解放军总后勤部卫生部批准为“三级甲等”综合性医院。2004年8月，随第四军医大学吉林军医学院整体移交吉林省人民政府管理，定名吉林医药学院附属医院。2007年，经吉林省卫生厅批准，加冠第二名称吉林医药学院附属四六五医院[6]。
- 吉林医药学院第二附属医院（吉林医药学院第二临床医学院）：康美梅河口中心医院，原名梅河口市中心医院，始建于1948年，是三级甲等综合性医院、国家级爱婴医院，吉林医药学院第二附属医院[7]。